# Rehhof (Gemeinde Altenmarkt an der Triesting)

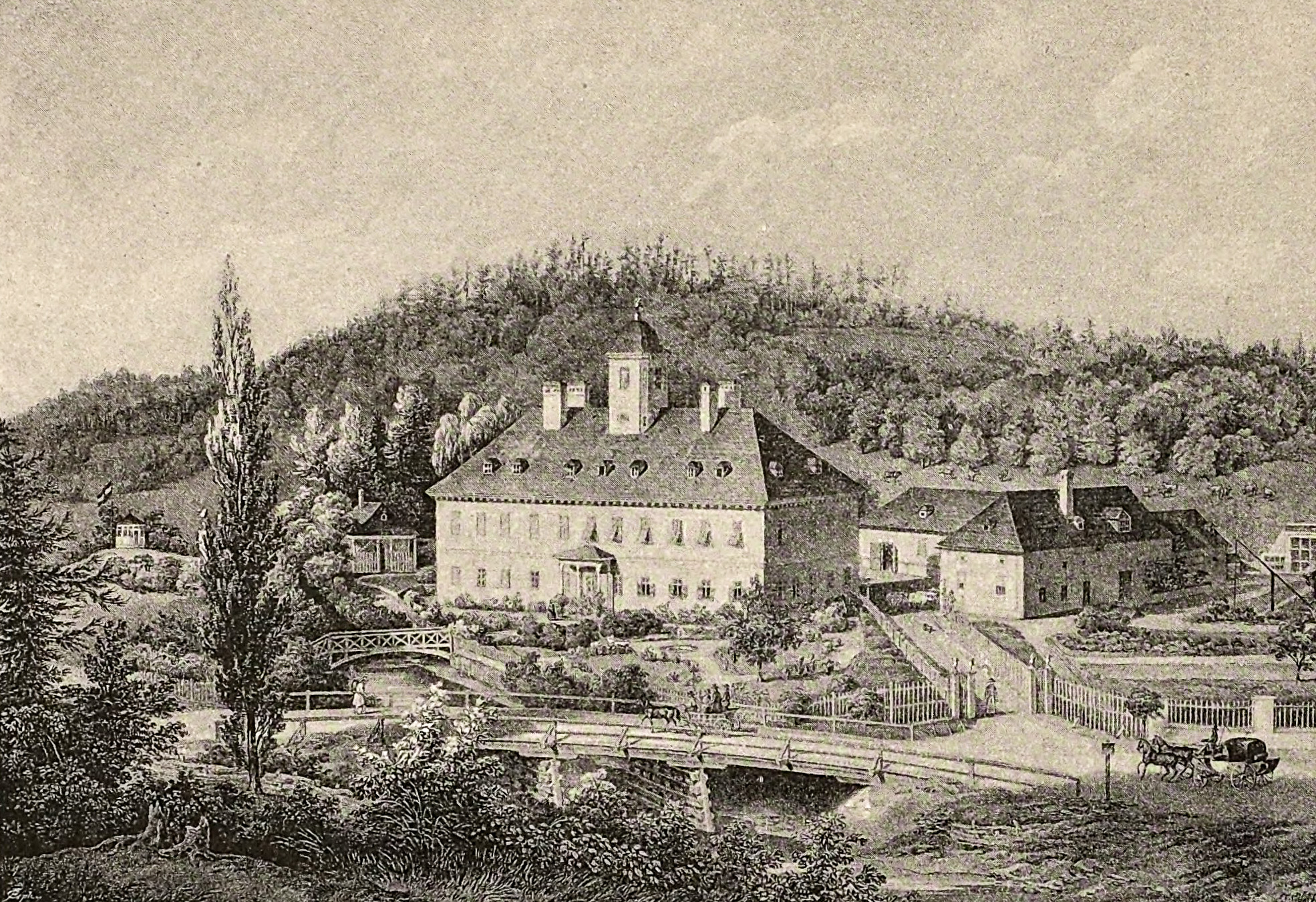
Der Rehhof um 1890

Der Rehhof ist ein zwischen Kaumberg und Altenmarkt an der Triesting gelegener Gutshof in Niederösterreich.
Der Rehhof hieß ursprünglich Gaishof und war ein Wirtschaftshof des Klosters Klein-Mariazell. Der letzte Abt des Stiftes, Jacob Pach (1711–1791), ließ den Hof noch um ein stattliches Wohnhaus mit einem Garten erweitern und nannte ihn fortan Rehhof. Erwähnt wird der Gaishof bereits Mitte des 16. Jahrhunderts, als dieser Gegenstand einer gerichtlichen Auseinandersetzung war. Mit der Aufhebung des Klosters wurde die Anlage an Ignaz Freiherr von Matt verkauft. 1810 kaufte der spätere k.k. Feldmarschallleutnant Ferdinand Wilhelm Graf Wartensleben (1778–1821) das Gut Rehhof.
Da ihm für seinen Einsatz in der Schlacht bei Wagram das Kommandeur Kreuz des Militär-Maria-Theresien-Orden verwehrt blieb, zog er sich enttäuscht vom Militärdienst zurück und widmete sich der Zucht von Araber Pferden. Im Zuge der Napoleonischen Kriege war die Nachfrage sehr groß. Das Zucht-Projekt war sehr erfolgreich. Zu den Kunden zählten die Könige von Holland, Baiern, Neapel oder Württemberg. 1814 kaufte Ferdinand auch die knapp 40 km entfernte Herrschaft Emmerberg. Er wurde vom Kaiser Franz II. mit dem Gut belehnt. Nachdem er am Fuße der Ruine Emmerberg ein Herrenhaus (das heutige Forsthaus) und große Stallungen (nur mehr Grundmauern ersichtlich) errichten ließ, übersiedelte er das Gestüt nach Emmerberg. Bald nahm Ferdinand den Militärdienst wieder auf. Er verstarb im März 1821 bei Lemberg, wo er auch begraben ist. Sein jüngster Bruder Alexander Wilhelm Wartensleben (1787–1844), der in Graz und später in Pest lebte, erbte 1821 die Herrschaft Emmerberg und den Rehhof. Als Alexanders Belehnung für Emmerberg anstand, stellte sich heraus, dass in der Zeit Ferdinands keine Lehensbuchungen vorgenommen worden waren und dass die Güter Emmerberg und Rehhof mit Schulden belastet waren. Ferdinands Nachlass wurde unter Zwangsverwaltung gestellt. Alexander anerkannte erst 1829 das Lehensband und wurde 1832 mit Emmerberg belehnt, aber der Konkurs war unvermeidbar. Das Gestüt, wieder zurück am Rehhof, war schon 1830 versteigert worden. Es bestand aus 20 trächtigen Stuten, drei Hengsten sowie mehreren Jungpferden. Besitznachfolger auf Emmerberg war Erzherzog Rainer von Österreich (1783–1853), am Rehhof Graf Hubert Ludwig Harnoncourt-Unverzagt (1789–1846). Um 1886 unter Huberts Sohn gleichen Namens hatte das Gut Rehhof eine Waldfläche von 172 Hektar. Zuletzt gelangte der Gebäudekomplex in den Besitz von Johannes Kyrle. Der Familie Kyrle gehört auch die Kärntner Burg Hollenburg.
Überliefert ist, dass zur Zeit der Wartensleben der Vater des berühmten Malers Hans Canon am Rehhofe angestellt war.